# Torre Annunziata
Torre Annunziata je město, nacházející se v oblasti metropolitního města Neapol v Kampánii. Leží v Neapolském zálivu na úpatí Vesuvu, kvůli jehož erupcím bylo město v letech 79 (antické Oplontis) a 1631 zničeno. V současné době je důležitým archeologickým nalezištěm a zároveň součástí světového dědictví.

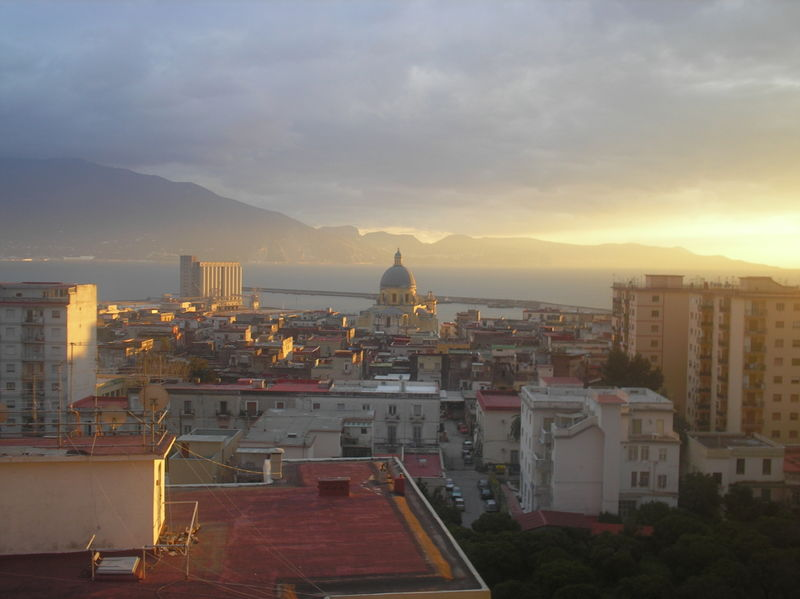
Panoramatický pohled na Torre Annunziatu